# Ano!
Ano! – debiutancki album zespołu Brathanki, wydany 27 marca 2000 roku nakładem Sony Music Entertainment Poland.
Album został sprzedany w nakładzie 270 tys. sztuk i osiągnął certyfikat poczwórnie platynowej płyty.
Nagrania dotarły do 5. miejsca listy OLiS.

## Lista utworów
źródło:.
1. „Gdzie ten, który powie mi” – 3:51
2. „Czerwone korale” – 3:32
3. „BRAThANKI” – 1:26
4. „Heniek” – 5:07
5. „Modliła się dziewczyna” – 3:38
6. „Ballada o miłości, Staszku i jego bracie Marianie” – 3:25
7. „BRAThANKI w Nowym Orleanie” – 0:48
8. „Siebie dam po ślubie” – 3:34
9. „Jestem, jestem Nowak Rysiek” – 5:03
10. „BRAThANKI na Dzikim Zachodzie” – 1:05
11. „Wianek Hanki” – 3:40
12. „Steffano” – 2:44
13. „Poszłabym za tobą górą” – 3:48
14. „BRAThANKI w dyskotece” – 0:52
15. „Czyjeś ciało nocą” – 3:13
16. „Wesele” – 4:23
17. „BRAThANKI epilog” – 0:58

## Twórcy
źródło:.
- Halina Mlynkova – śpiew
- Janusz Mus – akordeon, puzon, śpiew
- Stefan Błaszczyński – flety
- Adam Prucnal – skrzypce, instrumenty klawiszowe
- Jacek Królik – gitary
- Grzegorz Piętak – gitara basowa
- Piotr Królik – perkusja
- Zbigniew Książek – autor tekstów

gościnnie
- Magda Łopata – śpiew (17)

## Sprzedaż
| Lista | Kraj   | Pozycja |
| ----- | ------ | ------- |
| OLiS  | Polska | 5       |